# 阿尔古勒
阿尔古勒（法語：Argoules，法語發音：[aʁɡul]）是法国上法蘭西大區索姆省的一个市镇，属于阿布维尔区。

## 地理
阿尔古勒（50°20'34"N, 1°49'58"E）面积9.45 平方千米，位于法国上法蘭西大區索姆省，该省份为法国北部沿海省份，北起加来海峡省和北部省，西接滨海塞纳省和大西洋英吉利海峡，南至瓦兹省，东临埃纳省。
与阿尔古勒接壤的市镇（或旧市镇、城区）包括：索尔舒瓦、杜里耶、曼特奈、多米努瓦、楠蓬、维龙绍、弗龙。
阿尔古勒的时区为UTC+01:00、UTC+02:00（夏令时）。

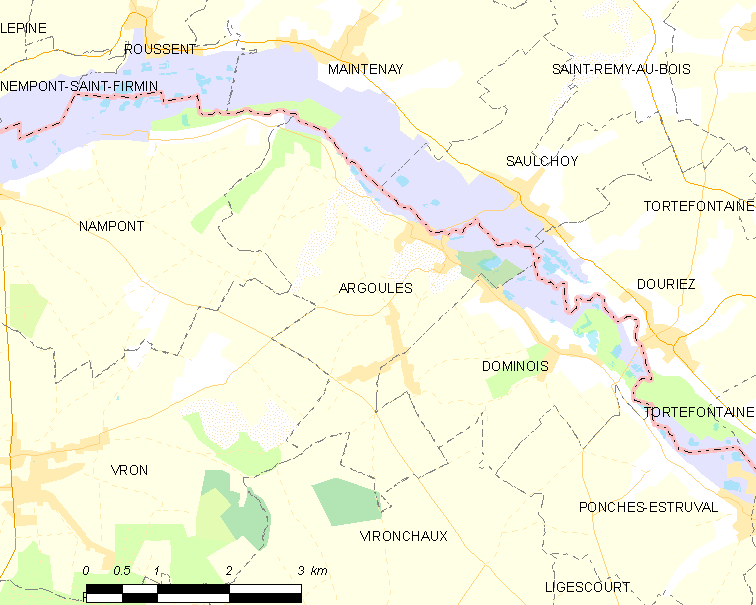
阿尔古勒的OSM定位图

## 行政
阿尔古勒的邮政编码为80120，INSEE市镇编码为80025。

## 政治
阿尔古勒所属的省级选区为吕镇县。

## 人口

1962-2008年间阿尔古勒人口变化图示

阿尔古勒于2022年1月1日时的人口数量为324人。